# کاررا ای کاررا
کاررا ای کاررا (انگلیسی: Carrera y Carrera) شرکت کالای لوکس اسپانیایی است، که در سال ۱۸۸۵ تأسیس شد.